# 嶺光街

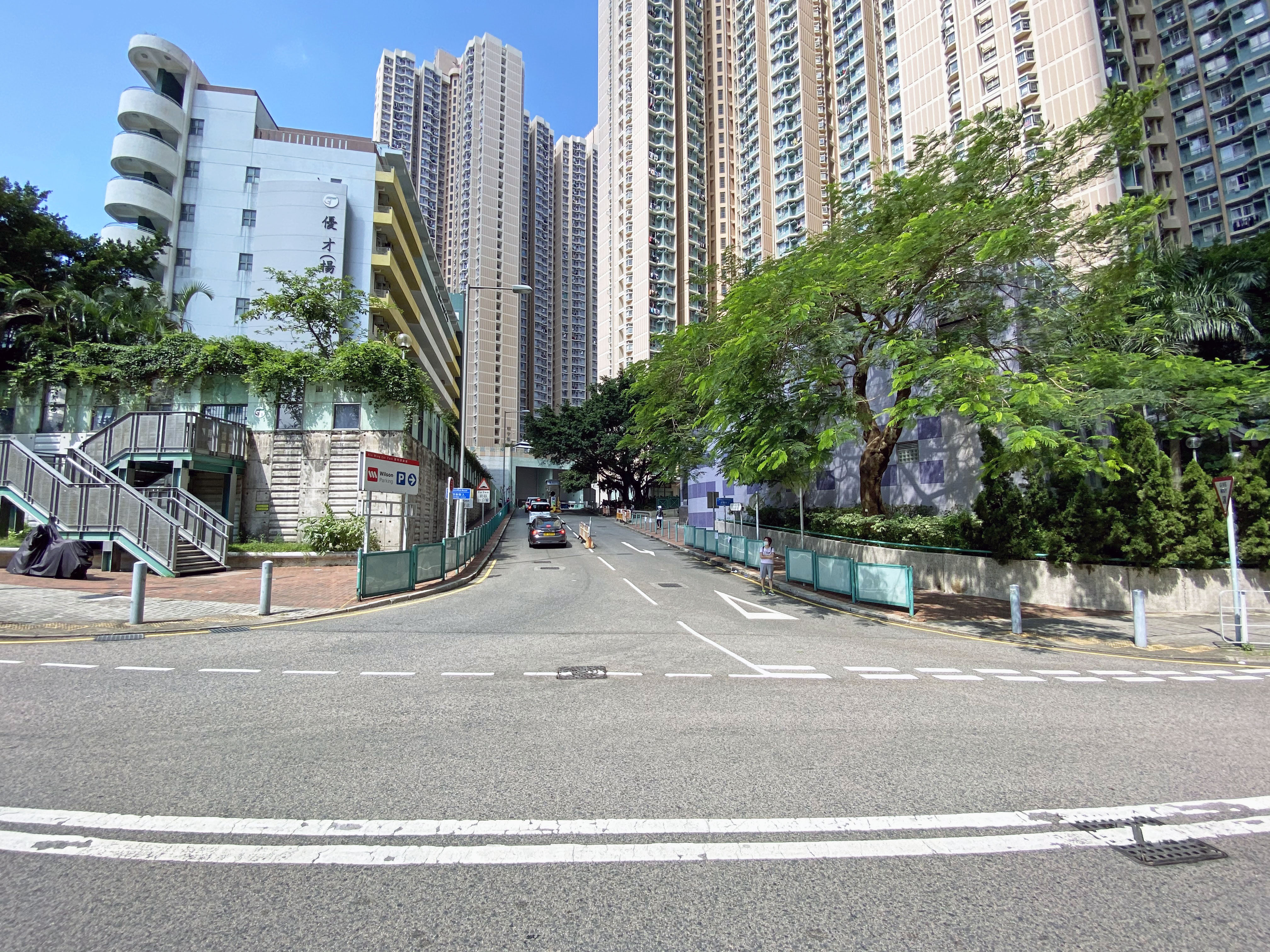
嶺光街西段部分

嶺光街（英語：Ling Kwong Street）是香港的一條道路，位於新界調景嶺健明邨一帶，此道路西面連接彩明街，而東面則連接翠嶺路。此道路沒有公共交通工具駛經，道路部分範圍被領展停車場佔用，鄰近健明邨健華樓、健暉樓及翠嶺峰，此道路兩端交界處亦有小巴停靠，所以不少居民在此下車，如果車輛進入嶺光街停車場部分須泊卡。
此道路兩端分別連接翠嶺路與彩明街，主要為健明邨「健」字為首的住宅大廈，例如健曦樓、健晴樓，嶺光街是為了鄰近的停車場而設的，故此列為私家路之一，所以進出的車輛均受到限制。

## 沿途建築物
- 翠嶺峰
- 真道書院小學部
- 健暉樓、健華樓
- 健晴樓、健曦樓
- 社區遊樂場
- 領展停車場
- 彩明商場二期
- 優才（楊殷有娣）書院（調景嶺校舍）
- 將軍澳香島中學
- 嶺光街垃圾站

## 鄰近街道與屋宇
主要建築物包括健明邨。附近為港鐵調景嶺站、景嶺路、彩明街、翠嶺里、勤學里、翠嶺路、彩明苑、香海正覺蓮社佛教正覺中學、善明邨、維景灣畔、都會駅、城中駅、真道書院、天主教聖安德肋小學、將軍澳香島中學以及優才（楊殷有娣）書院等建築物。

## 圖片集
- 真道書院小學部位於嶺光街5號
- 健明邨停車場，位於嶺光街中段部分
- 公共屋邨健明邨健暉樓、健華樓 (圖左方)
- 公共屋邨健明邨健晴樓、健曦樓 (圖右方)
- 多層停車場與行人天橋
- 彩明商場二期
- 優才（楊殷有娣）書院
- 將軍澳香島中學
- 嶺光街與彩明街交界處
- 嶺光街的路牌
- 嶺光街西段閘口
- 嶺光街東段閘口
- 嶺光街路牌與星形欄杆
- 此通道需經嶺光街之上行人天橋往彩明商場
- 嶺光街與真道小學外觀
- 優才書院門外與嶺光街行人路之間已加蓋帳篷，防止高空擲物

## 全景圖
|  |

|  |

## 事件
2007年11月23日，調景嶺嶺光街一間中學發生實驗室意外，那兩名中二男女學生（約十四歲），昨午三時許，同學在實驗室進行化學實驗時，被溢出容器的化學品濺及灼傷手部，並由校方報警，老師陪同乘救護車送院治理，意外原因有待調查。
2011年3月2日，調景嶺嶺光街優才（楊殷有娣）書院成為擲物狂徒目標，警方估計狂徒在毗鄰的健明邨健晴樓行兇，但登樓搜查無發現。但八日內先後發生六次玻璃樽「空襲」，其中一次險擊中一名職員，威脅該校近一千名師生的出入安全。警方至今仍未緝兇，校方暫時封閉正門，全部師生需改用後門出入，校巴也需要駛入學校內上落學生，並以確保安全，學校職員也需佩戴安全帽。
2012年9月6日，調景嶺嶺光街一間學校門外，有校友發起簽名行動，邀請師生和家長聯署，反對推行國民教育科目。據稱，目前已收集到百多個簽名，之後會轉交校方，表達訴求。校方表示，將就推行德育及國民教育科，諮詢教師及家長的意見。

## 單車黑點
2010年，調景嶺其中兩個黑點分別是位於嶺光街及彩明街交界、翠嶺路另一端連接彩明街的迴旋處，兩路段都是小路出大路，區議員何民傑（獨立）說：「好像上次嶺光街的意外，正因為由小路出大路，所以單車及司機也看不到對方。」

## 相關
- 調景嶺
- 健明邨

## 外部連結
- 優才書院網頁
- 真道書院網頁 （页面存档备份，存于）